# Gare d'Ōsakatemmangū
La gare d'Ōsakatemmangū (大阪天満宮駅, Ōsakatemmangū-eki) est une gare ferroviaire de la ville d'Osaka au Japon. Elle est située dans l'arrondissement de Kita-ku. La gare est gérée par la compagnie JR West. Son nom vient du sanctuaire voisin, l'Ōsaka Tenman-gū.

## Situation ferroviaire
La gare d'Ōsakatemmangū est située au point kilométrique (PK) 2,2 de la ligne JR Tōzai.

## Histoire
La gare est inaugurée le 8 mars 1997.

## Service des voyageurs

### Accueil
La gare, située en souterrain, est ouverte tous les jours.

### Desserte

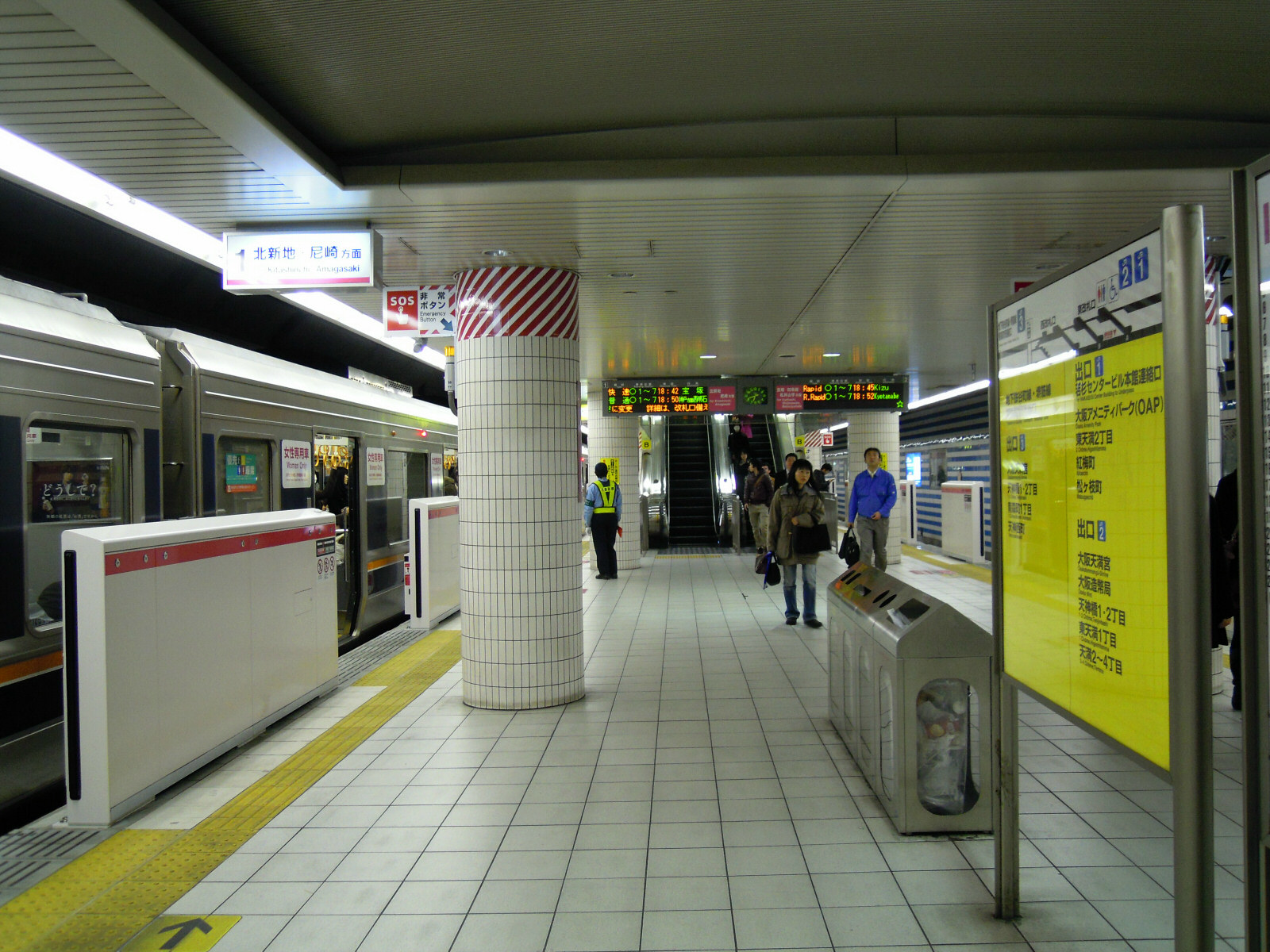
Vue des quais

- Ligne JR Tōzai :
  - voie 1 : direction Amagasaki
  - voie 2 : direction Kyōbashi

### Intermodalité
La station Minami-morimachi du métro d'Osaka (lignes Tanimachi et Sakaisuji) est directement reliée à la gare.

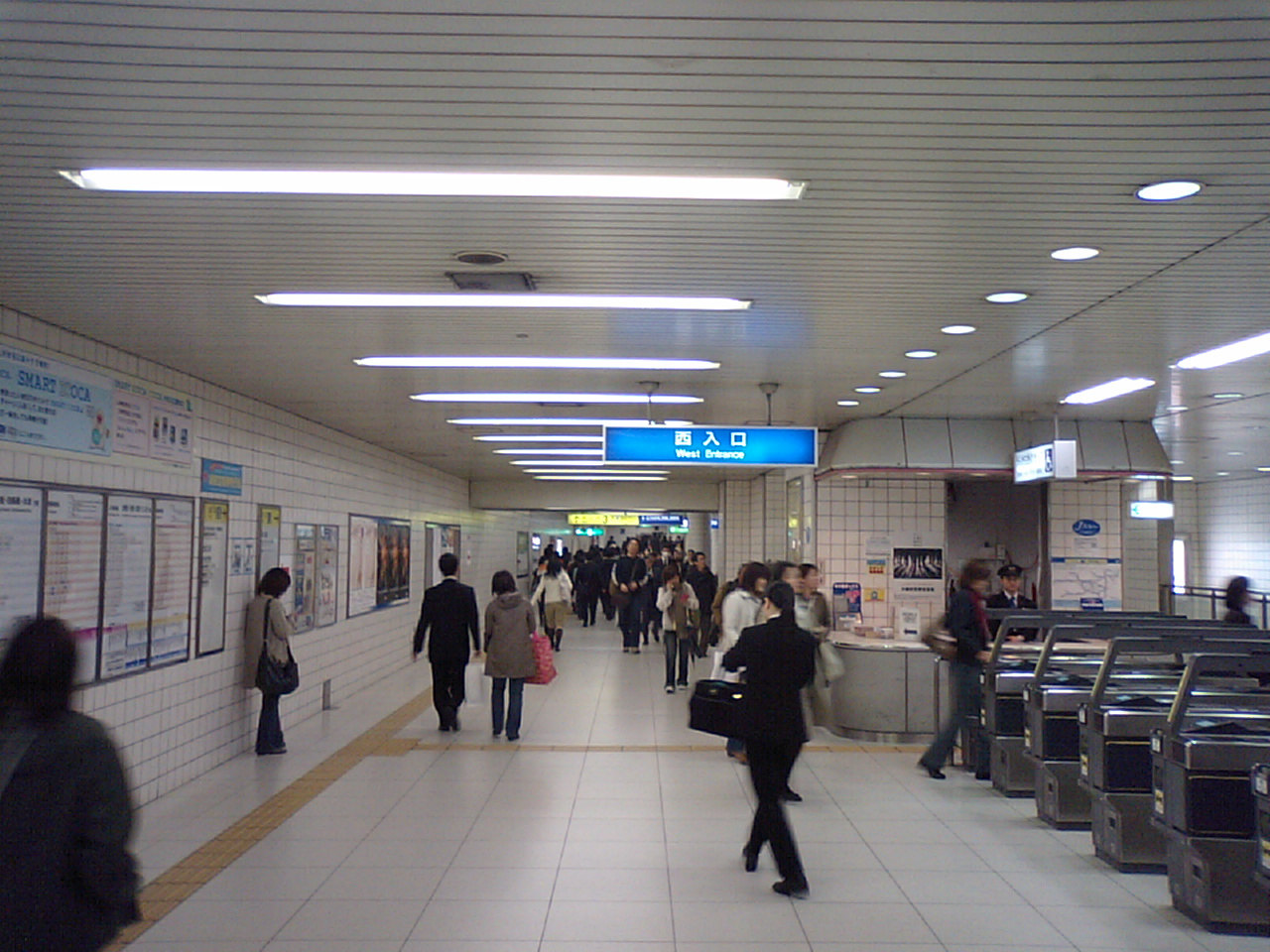
Couloir souterrain reliant les gares d'Ōsakatenmangū et Minami-morimachi